# Nathaniel Creswick
Sir Nathaniel Creswick (Sheffield, 31 luglio 1831 – Derbyshire, 20 ottobre 1917) è stato un calciatore inglese.
Nel 1857 fondò, insieme a William Prest, lo Sheffield Football Club, il club calcistico più antico del mondo, e 3 anni più tardi disputò la sua prima partita. Inoltre stilò le cosiddette Sheffield Rules, le quali andranno a influenzare in modo significativo le definitive regole del calcio.
È stato il primo calciatore a segnare un gol nella storia del calcio.

## Biografia
Creswick nacque a Sheffield, da Nathaniel e Elizabeth. Suo padre lavorava in una ditta d'argenteria, ed educò il figlio alla Sheffield Collegiate School, dove divenne avvocato. Creswick s'interessò di molti sport, durante la sua vita e contribuì a fondare vari club come lo Sheffield Cricket Club.
Durante la permanenza allo Sheffield CC, Creswick decise di fondare un club indipendente, insieme all'amico William Prest, ma non di cricket, bensì di calcio, uno sport che poteva tenerli occupati nei mesi invernali. Il club venne fondato il 24 ottobre del 1857 e prese il nome di Sheffield Football Club; disputò la sua prima partita il 26 dicembre 1860, con Creswick che divenne il primo calciatore a realizzare un gol nella storia del calcio. Il club è esistente e non ha mai smesso di praticare il calcio a livello dilettantistico, proprio come era nato.
È morto nel 1917 all'età di 86 anni.